# The Stolen Grey
The Stolen Grey és una pel·lícula muda estatunidenca del gènere western de 1911. La pel·lícula va ser dirigida per Gaston Méliès, produïda per la Star Film Company i distribuïda per la General Film Company.

## Repartimentn
- William Clifford: Donald Maynard
- Mildred Bracken: Doris Dolan
- Henry Stanley: el pare de Doris
- Ben Cooper: Pedro